# گامپرت آپولو
گامپرت آپولو (Gumpert Apollo) خودرویی است که از سال ۲۰۰۵–۲۰۱۲ شده‌است.
این خودرو در کلاس خودرو اسپورت قرار گرفته و طراحی آن توزیع نیروی پیشران بوده وزن آن در حالت طبیعی ۱٬۱۰۰ کیلوگرم (۲٬۴۰۰ پوند) است. سیستم جعبه‌دندهٔ آن ۶ دنده به صورت دستی است.

## نگارخانه

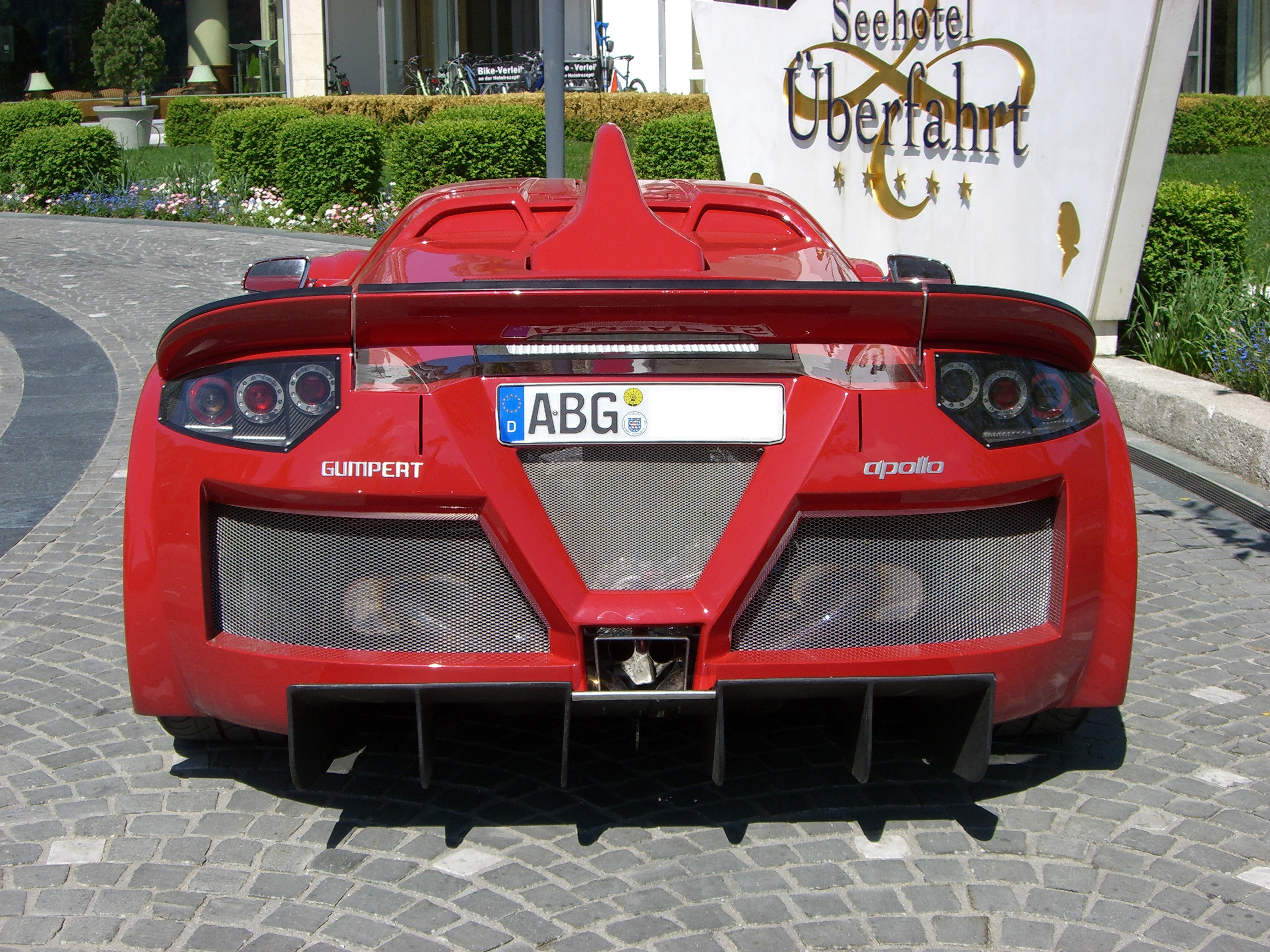
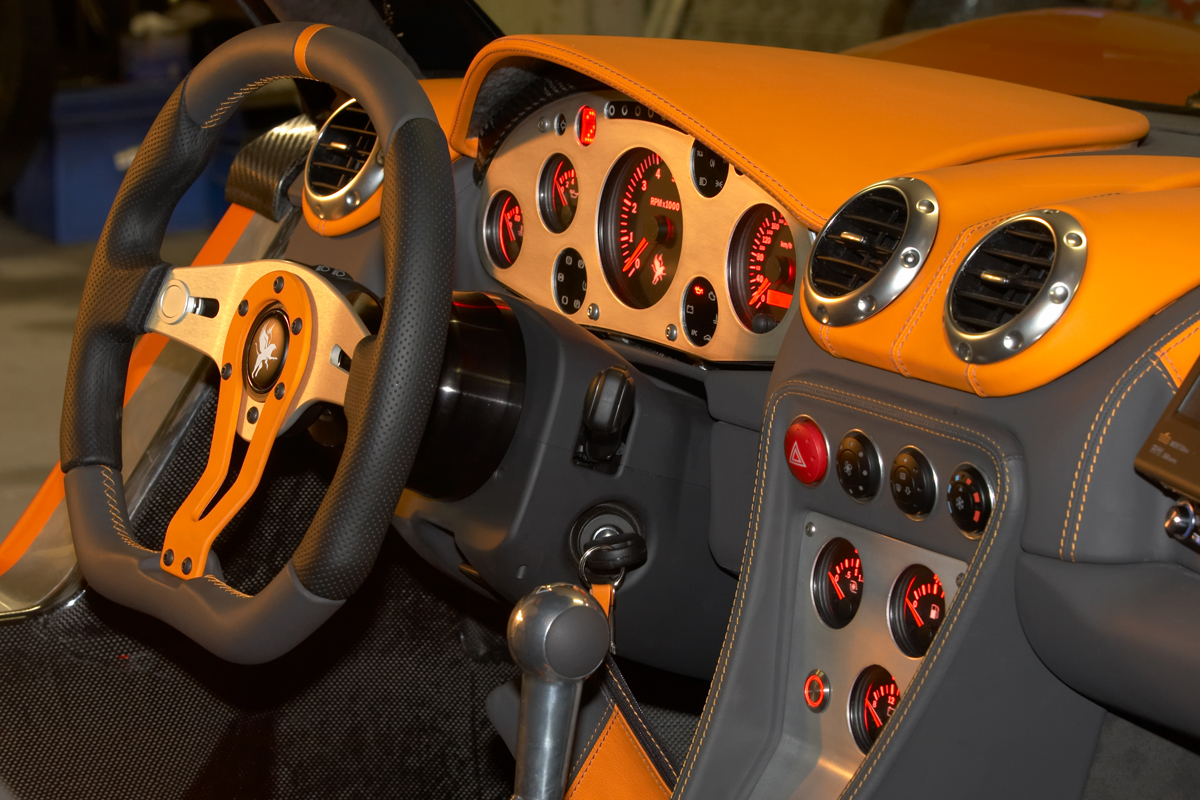
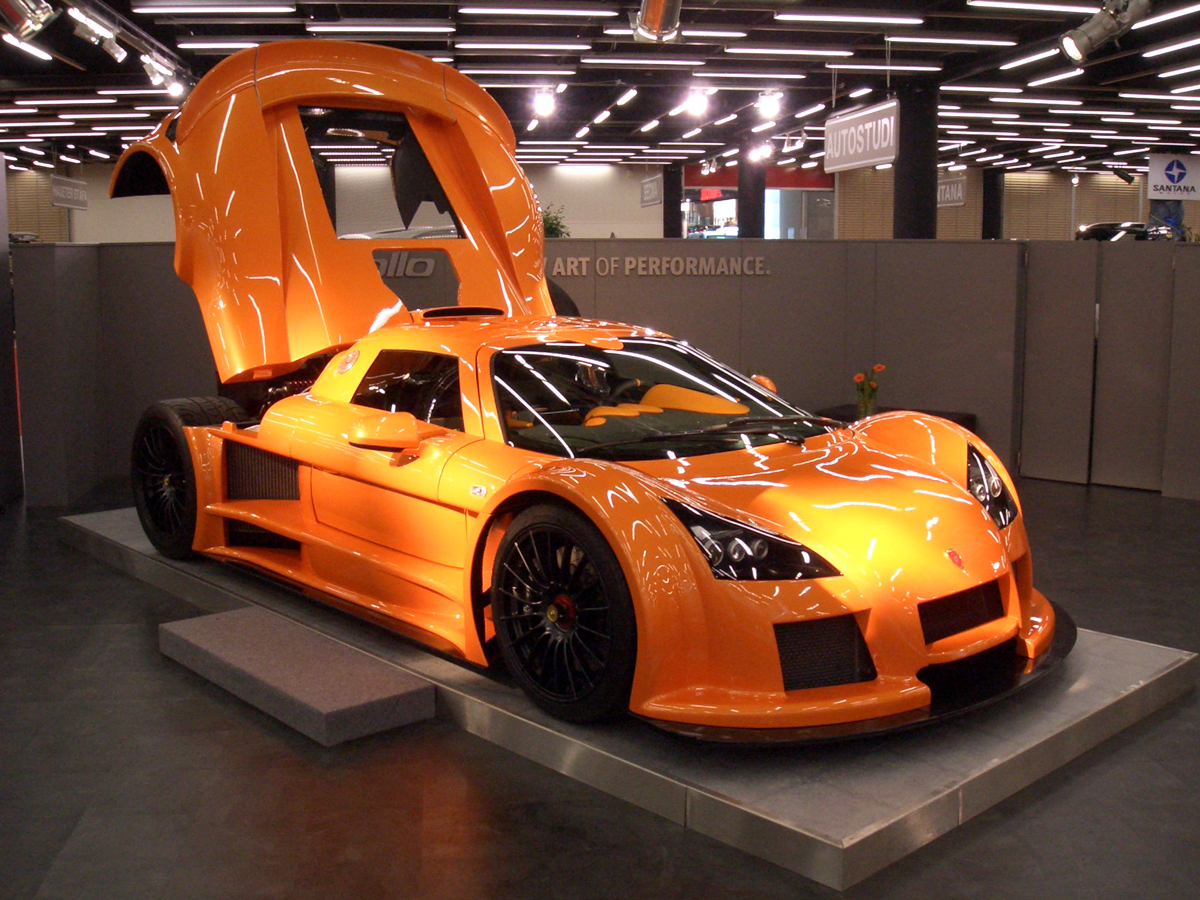